# Наталівка (Зеленопідська селищна громада)
Ната́лівка — село в Україні, у Зеленопідській селищній громаді Каховського району Херсонської області. Населення становить 381 осіб.

## Історія села
Серед таврійських степів є невеличке село Наталівка. Воно дуже маленьке і з року в рік занепадає.
Історія села сягає корінням у 18 ст. Саме в цей час починається інтенсивне заселення Херсонщини. Сюди, у степи Таврії, стікалися переселенці з усіх куточків великої Російської імперії. Наприкінці 18 ст., після повстання у селі Турбаї (Полтавська губернія), яке відбулося у 1789—1793 рр. бунтівних селян вислали на неродючі солончаки, у дикий і безводний степ. Через Селянський банк, у кредит на 50 років, поселенці купили землю у графа Строганова. Село назвали на честь дружини поміщика — Наталівка (Наталовка).
Відома ще одна версія заснування села, вона поширеніша. У 1838 році село було засноване, як маєток графа Строганова. Він купив тут землі і перевіз сюди селян із Гадяцького повіту Полтавської губернії.
Село було невеличке, декілька десятків будинків із саману, вкритих соломою. Серед засновників села відомі такі родини: Осінні, Сухомлини, Шарко, Бондаренко, Шевченко, Панаско, Ничипоренко, Лукашові, Петраші, Чуприни, Куцеволи.
Поселяни дбали про освіту своїх дітей, у хаті Осіннього Харитона знаходилася школа. Він же був вчителем, навчав читати і писати. В школу ходили дорослі і діти, учні 3-х класів вчилися разом, в одному приміщенні. Постійного складу учнів не було. У 1894 році у селі була відкрита земська школа, першим вчителем був священик Андрій Єгоров. Тут навчалися 30 хлопчиків і 5 дівчаток.
Поступово Наталівка розбудовувалась і міцніла. У центрі села був великий базар на який з'їзджалися селяни з сусідніх сіл, навіть з Нової Маячки. Була невеличка цегельня, яка належала спритному мужику з Могилівської губернії — Короткову. Магазинів було два, більший належав — Смоляренкові, а менший — Яковлєву. Дорогоцінну воду брали із глибоких колодязів, один із них зберігся досі.
Справжньою окрасою села була велика і гарна церква, золоті куполи якої було видно за багато верств. Будували її у 1913—1918 роках.
Село умовно ділилося на дві частини: Воскресінка, де жили заможні, та Сивоклей, тут проживали незаможні. Межа проходила поблизу мого будинку на вулиці Молодіжній. Старожили пам'ятають цю дивну назву — Сивоклей. Одні говорять, що це татарське дівоче ім'я, але більшість вважає, що ця назва пішла від унікальної екосистеми, яка розташована за нашим селом. Це — під, він займає площу близько 200 га, тут сиві глеюваті ґрунти (глей — клей — Сивоклей), які не пропускають воду і вона збирається на поверхні. Мої батьки розповідали, що після сніжних зим на поду стояли справжні озера.
Кожного літа бідняки із Наталівки йшли у Каховку на ринок робочої сили, щоб найнятися на роботу.
Після перевороту 1917 року селянам дали землю у власне користування. У селі виник ревком, його головою був Грибков. У Наталівці була організована сільська рада. На 1923 рік до неї входили такі населені пункти: с. Н.Костогризівка, Червона Федорівка, Богданівка, п. Чорна Долина з хуторами Бабаєва, Глазковського, Надєєвих, Прудських, Алєєвих, Чебзкіних, Юхненкових, Кастринових, Плюхових.
Визвольні змагання з їх бурхливими подіями теж зачепила Наталівку. Тут вирували бої, степом мчали шалені тачанки Нестора Махна, врангелівські війська та червоні загони 51- ї стрілецької дивізії під командуванням В. К. Блюхера.
У 1928 році розпочався процес примусової колективізації та було створено колгосп «Червоний незаможник», який мав 1500 га орної землі, але велику площу займали солончаки, отримували врожаї близько 20 центнерів з гектара. У 1932 році головою сільської ради був Березенко Іван Михайлович, головою комнезаму — Пирогов М. Є. 
За роки Голодомору 1932—1933 років у селі померло 16 осіб, але не зареєстровано жодної смерті саме від голоду. Старожили не пригадують випадків масового голодування. Сьогоднішні мешканці села, які на цей час проживали в інших областях України дали свої свідчення (Полиненко Мотрона Михайлівна, Вдовенко Оксана Леонтіївна). За свідченнями очевидців у 1934 році була зруйнована церква, але у хаті священика люди створили нову невеличку церкву.
У 1941 році розпочалася Німецько-радянська війна і 22 серпня до Наталівки перемістився центр Каховського району, тут же знаходився райком партії, райвиконком, райвійськкомат, райвідділ НКВС, редакція районної газети «Колгоспник Каховщини». Газета продовжувала виходити. Коли село у вересні 1941 року захопили німці, вони примушували селян працювати на себе. Люди будували на поду летовище, укріплення, маскували німецькі літаки, всюди була пильна охорона. 60 чоловіків пішли воювати на фронт, захищати Батьківщину і багато із них загинули у кривавих боях. У роки війни над небом Наталівки був збитий радянський літак, загинули льотчики. Їхні останки перезахоронені у братській могилі біля обеліска у центрі села. Імена героїв невідомі.
У жовтні 1943 року наше село звільнили від німецьких загарбників. Починалося мирне життя, люди працювали у колгоспі імені Леніна. Заробітна плата нараховувалася на трудодні, видавалася натуральними розрахунками (пшениця, просо, ячмінь, кукурудза, борошно, крупа). З 1959 року колгосп ім. Леніна влився до колгоспу ім. Сталіна. У Наталівці було створено бригаду № 4. Ще до 50-х років існувала Наталівська сільська рада, а згодом село ввійшло до Семенівської, а пізніше до Костогризівської сільської ради.
У 1940—1950-х роках на полях колгоспу імені Леніна садили, крім зернових та овочів, ще й бавовну. Збирали вручну, потім сушили на спеціальній сушарці, але «біле золото» не прижилося на наших полях. У Наталівці працював пастеризаційний пункт, тут виготовляли вершки, казеїн, сир. Діяв пташник, цегельний завод, ветеренарна служба, МТФ, тракторна бригада.
У 1976 році с. Наталівка і Костогризове від'єдналися від колгоспу «Україна» (колишній ім. Сталіна) і заснували колективне господарство імені К.Є Ворошилова. Головою був М. В. Кучеренко. Згодом у селі було збудовано вівцекомплекс на 20000 овець, тракторну бригаду, новий дитячий садочок, ФАП, клуб з бібліотекою. Влада дбала про комфорт колгоспників: проведено водопровід, заасфальтовано дороги, збудовано нові будинки, лазню, будинок тваринника. Ще до 1980 року існувала початкова школа, у якій колись працювали такі вчителі: Садовський (директор), Ничипоренко Євгенія Мефодіївна, Лукашова Надія Іванівна, Чебурда Тетяна Іванівна, Дем'яненко Надія Миколаївна. Односельці звели пам'ятник воїнам, які загинули у роки Німецько-радянської війни.
Нині у селі залишилися лише клуб, ФАП, тракторна бригада і магазин. Колгоспу більше не існує, на його руїнах виникло ПП «Вівцевод», дехто із селян самостійно обробляє землю. Село занепадає.
Наталівка стала жертвою політики можновладців, втратила статус центру сільської ради, було знищено церкву, закрито школу.
Сьогодні Наталівку залишають люди, рідше народжуються діти, руйнуються споруди.
12 червня 2020 року, відповідно до Розпорядження Кабінету Міністрів України № 726-р «Про визначення адміністративних центрів та затвердження територій територіальних громад Херсонської області», увійшло до складу Зеленопідської сільської громади.
17 липня 2020 року, в результаті адміністративно-територіальної реформи увійшло до складу новоутвореного Каховського району.
У лютому 2022 року село тимчасово окуповане російськими військами під час російсько-української війни.